# 黄色い壁紙
黄色い壁紙（きいろいかべがみ、原題：The Yellow Wall-paper. A Story）、黄色の壁紙は19世紀末、アメリカの作家シャーロット・パーキンズ・ギルマンによる6,000語の短編小説。1892年1月、文芸誌 The New England Magazine において最初に発表された。本作は、19世紀における女性の身体的健康・精神的健康との向き合い方を描写しており、アメリカのフェミニスト文学初期の重要な作品とされている。
物語は一人称で語られ、医師である夫（ジョン）が借りた古い邸宅で一夏を過ごす女性が書いた日記、という体裁となっている。主人公らは邸宅のほかの部屋は使わず、2階の子供部屋で暮らすこととした。主人公は、「一時的な神経衰弱ー軽度のヒステリー傾向」と夫が称するもの（当時の女性に対する一般的な診断であった）から回復できるよう、治療の一形態として、働くことを禁じられ、よく食べよく運動し、たくさん呼吸をするよう勧められていた。主人公は、身体に過度の負担をかけているとして叱責されるのを恐れ、夫と、家事を手伝いに来ている夫の妹には、日記を隠している。 部屋の窓は子どもたちが登ってくるのを防ぐために格子がかけられており、階段の上には門があるが、主人公とその夫は邸宅のほかの場所や隣接する土地に立ち入ることができるようになっている。
物語は、主人公の精神的健康に対する抑圧の効果と、主人公が精神病に陥る過程を描く。主人公を刺激するものが何もないため、主人公は壁紙の模様と色に執着するようになる。「あの壁紙は最も奇妙な黄色だ！私が今までに見た黄色のものすべてを思い起こさせるーキンポウゲのように美しい黄色ではなく、古く汚れた、不快な黄色いものを。あの壁紙はそれだけではないー匂い ！…この匂いのことで私が、あれに似ている、と思いつくことができる唯一のものは壁紙の色だ！黄色の匂いだ。」
最終的に主人公は、壁紙の模様の後ろに這いまわる女たちがいると想像し、主人公もそうした女たちの一人だと信じるようになる。主人公は、夏の賃貸期間の終わりに退去することを拒否し、いまや安全だと思える唯一の場所となった子供部屋に閉じこもった。「外では地面を這わなければならないし、何もかもが黄色ではなく緑色だ。でもここなら、私は床を滑らかに這うことができるし、壁を一周する長い筋のような染みに私の肩はぴったり合うから、私は道に迷うことなどありえない。」

## 概要
物語は、若い女性が狂気に陥っていくさまを詳細に描く。主人公を支えてはいるが誤解している夫であるジョンは、出産後に安静療法を行うことが主人公の最善の利益であると信じている。一家は、主人公の言葉を借りると「何だかおかしい」植民地時代の邸宅で夏を過ごす。 主人公とその夫は、主人公がかつては子供部屋であったと推測する2階の部屋で暮らす。その部屋は、主人公の回復に必要な空気を提供する窓の数が多いため、寝室として使われる。主人公ら夫婦に加えて、ジョンの妹ジェニーが登場する。ジェニーは2人の家事を手伝っている。当時の子供部屋のほとんどがそうであったように、部屋の窓には格子がはめられ、壁紙は引き裂かれ、床には傷がついている。主人公は、これらのすべてが子供の手の届く範囲にあったため、これらはすべて子供のせいだろうと考える。しかし、読者は最終的に、部屋の損傷の原因を知ることはできない。
主人公の日記の記載の多くは、部屋の壁紙の描写となっており、「黄色い」匂い、「恐ろしい」模様、剥がされた部分、壁紙に触れる人の肌や衣服に黄色の染みが残ることが書かれている。主人公は、寝室に長くいるほど、特に月光のもとで、壁紙がどう変化しているように見えるようになるかを書いている。壁紙以外に主人公を刺激するものがないため、その模様と絵柄はますます主人公の興味を引くものとなっていく。主人公はすぐに、絵柄の中に人物が見えるようになり、最終的には、女が図柄の背後で四方全てを這いまわっていると信じるようになる。主人公は、壁紙の女の解放を試みる必要があると信じて、壁に残った壁紙を剥がし始める。
夏の賃貸期間の最後の日に、主人公は、壁紙の残骸を取り除くため、子供部屋に閉じこもる。ジョンが帰宅しても、主人公はドアの鍵を開けることを拒む。ジョンが鍵を持って戻ってきたとき、ジョンは主人公が部屋を這いずり、壁の周りを回って壁紙に触れているのを目撃する。主人公は「とうとう私は出てきたのよ…貴方もジェーンもいたけどね！」と叫ぶ。ジョンは卒倒し、主人公は気絶したジョンの体を乗り越えて部屋を這いまわり続ける。

## 出版と評価
ギルマンは原稿を、当時のアメリカ文学の重鎮ウィリアム・ディーン・ハウエルズに送り、彼はこの作品を文芸誌「アトランティック・マンスリー」の編集部に回した。しかしギルマンによると、編集長は「女性が発狂する『迫真』の筋書きはあまりにも悲惨で、ビクトリア朝的な読者に読ませるわけにはいかない」と考え、出版を断られたという。作品の悲惨さ、異常さからなかなか発表の機会を得られず、1892年に「ザ・ニュー・イングランド・マガジン」から出版され、「ポー風の身の毛のよだつ物語」として話題になり、その狂気の写実性に賛否両論が寄せられたが、大きな関心を集めることもなく、埋もれていた。1970年代以降フェミニズムが盛り上がる中、「男と女、夫と妻の性の政治学に真正面から向き合った、19世紀の女性の手になる貴重な作品の一つ」として再発見され、父権制の下での女性の苦闘、幽閉と狂気、自己探求と解放を読み取る再評価がなされている。
本書は1892年に出版され、1899年出版のケイト・ショパンの『目覚め』と概ね同時期であった。「女のいない男の世界」と言われたアメリカ文学において、女性が女性の内面を描く作品はほとんど見られなかったが、女性作家が自ら女性像を描き、女性の内面の衝動を思想化したという点で、この2作品は画期的で先駆的あった。
主人公が狂気に陥る結末は、主人公の勝利・敗北、肯定・否定と、様々な読みが可能である。人種的、階級的、民族的な視点を欠いた白人中産階級の女性の物語で、その普遍性には限界があるという批判もある。

## 解釈

### ギルマンの解釈

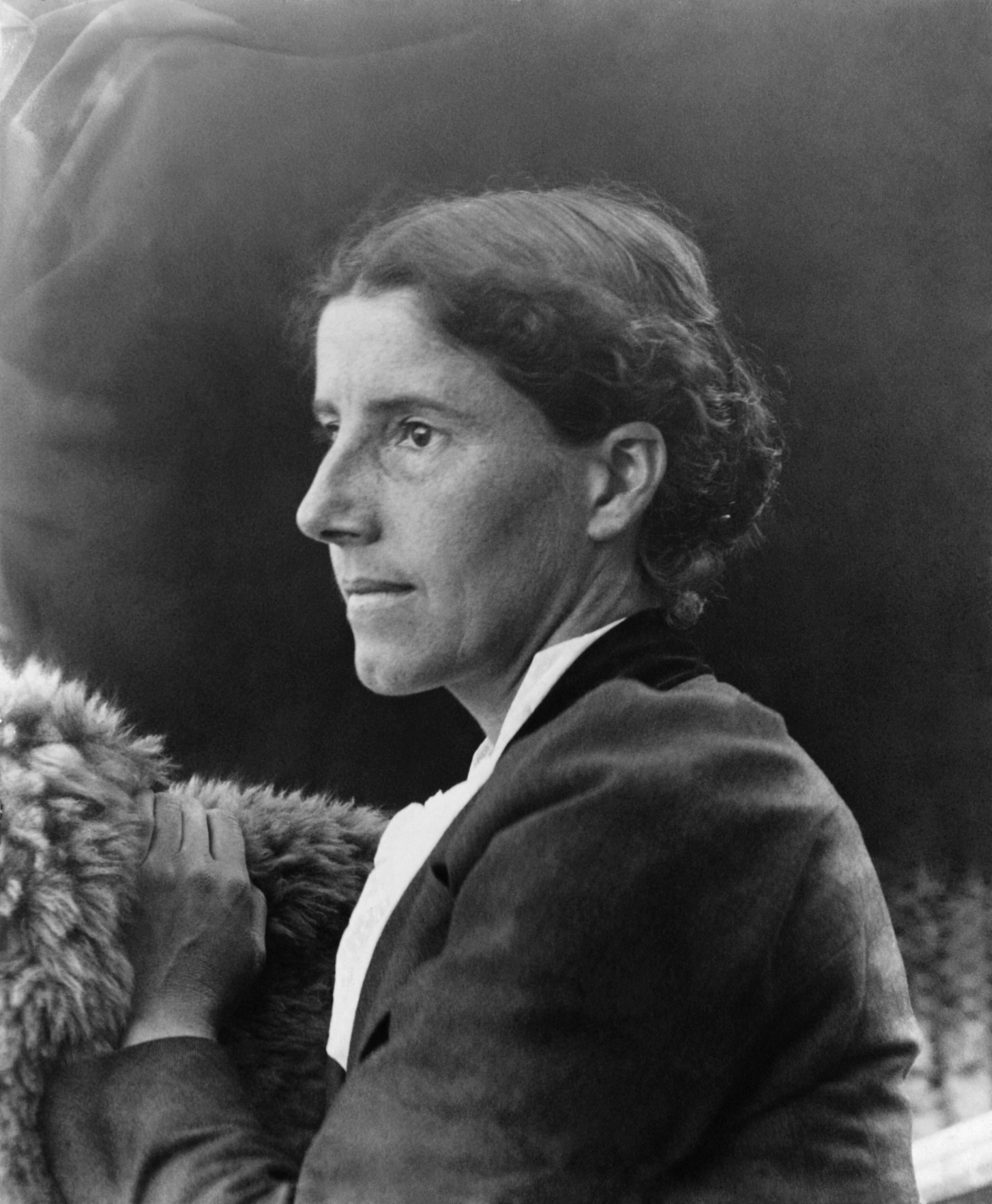
シャーロット・パーキンズ・ギルマン（1900年ころ）

ギルマンは、当時のアメリカにおける女性の役割を探求するために執筆を行った。ギルマンは、女性には家庭外での生活が欠如していることや、家父長制社会の圧力などの問題を探求した。作品を通じて、ギルマンはアリス・ウォーカーやシルヴィア・プラスといった作家らに道を開いた。
「黄色い壁紙」においてギルマンは、主人公の狂気を当時の女性に対する医学的、職業的抑圧への抗議として描いている。夫や男性医師が、女性の最善の利益のために動いていると思い込んでいたということを念頭においても、女性は精神的に弱く傷つきやすいものと描写されていた。当時、女権論者らは、精神病と診断された女性の急激な増加は、彼女たちが、男性が支配する社会において女性に認められた役割に挫折したことの兆候であると考えた。書くことは最終的にアイデンティティを形成し、反抗の一手段となってしまうことから、女性は書くことすらも妨げられた。ギルマンは女性が権利をほとんど持たない時代において、書くことは女性が存在する数少ない方法の1つとなったと認識した。
ギルマンは、物語の構想は患者としての自分の経験から生まれたと説明した。「この物語の本当の目的はミッチェル博士（ウィア・ミッチェル）の目に留まって、彼の治療方法が誤りだと説得することだった。」ギルマンは産後、ひどいふさぎ込みや神経症に苦しめられ、発病後3年目に、1887年に高名な神経科医ミッチェルに救いを求めて手紙を出した。ギルマンは診断の助けにと思い、手紙に病状の経緯を詳しく書いたが、ギルマンによれば、 ミッチェルはギルマンの手紙を 「うぬぼれ」の表れであると判断し、ギルマンは大きなショックを受けた。ギルマンが患った病気の病名は「神経衰弱（症）」で、ミッチェルが提唱する安静療法を受け、身体的には急速に回復して退院した。ミッチェルはギルマンに、退院後は「できるだけ家庭内で過ごす」ことを求め、ペン、鉛筆、絵筆に触れることを生涯禁止し、1日に2時間までしか知的活動を認めなかった。
3か月後、ギルマンはほとんど自暴自棄になり、ミッチェルの指示に背いて働き始めた。それにより病気を抑え込むことに成功し、後世に知られるような様々な仕事を成した。とはいえ、精神的な苦痛が消えることはなかったという。ギルマンは、自分がどれくらい完全な神経衰弱に近い状況にあったのかを理解したのちに、ギルマンは、診断への抗議をこめて、状況を誇張したうえで「黄色い壁紙」を執筆した。ギルマンはミッチェルに1部を送ったが、返事はなかった。
ギルマンは、「黄色い壁紙」は「人々を狂わせるのではなく、人々が狂ってしまうのを防ぐことを意図しており、それはうまくいった」と付言している。ギルマンは何年もたってから、ミッチェルが治療法を変えたことを知ったと主張しているが、文学史家のジュリー・ベイツ・ドックはこれには信頼性がないとしている。ミッチェルは安静療法を続け、1908年（「黄色い壁紙」が発表されてから16年後）にも、より広く彼の治療が受けられるよう、安静療法に特化した病院を設立することに興味を示していた。ギルマン自身、この作品は、安静療法という治療法を正すという実際的な目的のために描いたもので、文学作品としてはできが良くないと評価していた。

### フェミニスト的な解釈
この物語は、フェミニストの批評家によって、19世紀の医学における男性中心性を非難するものとして解釈されてきた。主人公の回復への提案（安静にするのではなく働き、孤立したままになるのではなく社会と関わり、自分の子供から完全に分離されるのではなく母親になる、等すべき）は、主人公を、非合理的であり、したがって、自らの状態についての提案を行うには不適格なものとみる固定観念にあてはめる言葉を用いることで無視されてしまう。この解釈は、女性がこの時代に押し込められていた「家庭という領域」の概念に基づくものである。
フェミニストの批評家は、物語の結末においてどの程度の勝利がなされたのかに着目している。主人公は狂気に陥ったと主張する批評家もおり、結末は自分を閉じ込めるようなものだと感じられる結婚におけるある女性の行為主体性の主張であると考える批評家もいる。また、性差を意識させるような行いとして読み書きを強調したことも、壁紙の重要性を示した。もし主人公が日記を書くことも読むことも許されなければ、主人公は自らが探し求める逃げ道が見つかるまで、壁紙を「読む」ようになってしまう。壁紙の中に女たちを見出すことを通じて、主人公は格子の中では自分の人生を生きることができないと気付く。物語の結末において、夫が意識を失って床に横たわっており、主人公は、象徴的には夫を乗り越えるような形で、夫をまたいで這いまわる。これは、主人公は自らの正気を犠牲にして、夫に勝利したのだ、と解釈されている。
スーザン・S・ランサー（Susan S. Lanser）の論文「『黄色い壁紙』のフェミニスト批評とアメリカにおける色の政治（Feminist Criticism ‘The Yellow Wallpaper’, and the Politics of Color in America）」は、現代のフェミニズムおよびそれが文学の研究および解釈の変化に果たしてきた役割を称賛している。作品の内容が不快であるまたは攻撃的であると判断するイデオロギーのために、多くの作品が失われてきたが、「黄色い壁紙」はその1つである。「アトランティック・マンスリー」の編集者などの批評家は、「もし自分自身がそうであったようにほかの人々を悲惨な気分にしてしまった場合、[彼は] [自分自身を]許すことができないから」として、この短編の掲載を拒絶した。ランサーは、エドガー・アラン・ポーの作品についても、同様の荒廃・悲惨さといった主張は当てはまるにもかかわらず、ポーの作品は印刷され、学者らによって研究されているということを指摘している。
「黄色い壁紙」は、フェミニストに、文学を異なる方法で解釈するための道具を提供した。ランサーは、「主人公自身が、壁紙を読もうとするにあたり、一種のフェミニスト的解釈を行っていることから…[この短編は]特にこのような再解釈に馴染む媒体である」と述べる。この物語の主人公は、壁紙の中に1つの意味を見出そうとする。最初、主人公は壁紙の矛盾したスタイルに着目する。壁紙は、「鈍い」が「派手」であり、「時代遅れ」で「不確か」ではあるが「目立つ」（13ページ）。 主人公は模様も考慮に入れて幾何学的な整理を行おうとするが、一層混乱する。壁紙は光の反射により色が変わり、ジェーンには気づけない匂いを放つ（25ページ）。 夜になると、主人公は壁紙の複雑なデザインの中にある格子の後ろにいる女を見ることができるようになる。ランサーは、ジェーンは「自己投影を行うことができるテキスト」を見つけることができたと主張している。ランサーは、主人公と読み手の間に関係を構築する。（壁紙の）読み手としての主人公のように、人は、混乱を招くような複雑なテキストに行き当たると、そこに単一の意味を見出そうとする。ランサーが述べるように、読み手がテキストを完全に理解することができないのは、「私たちが教わってきた読み方」が理由である。家父長制のイデオロギーは、多くの研究者が「黄色い壁紙」のような小説を解釈し、評価することを不可能にしてきた。フェミニスト批評によって、「黄色い壁紙」は標準的なカリキュラムにおける基本文献となった。フェミニストは文学の研究に大きく貢献したが、ランサーによれば、それは不十分である。「私たちは女性の作家や読者が、思考や社会慣行の支配的なパターンに関与していることを認識している。いまだ隠されているまたは見過ごされている意味を取り戻すのであれば、おそらく、自分たちのパターンについても脱構築を行う必要がある。」

### その他の解釈
「黄色い壁紙」は、物語における狂気や無力感の取り扱いにより、ゴシック文学の一例とされることもある。例えば、アラン・ライアンは、この物語を「その発端から離れて、[この物語は]これまで書かれた中で最も素晴らしくかつ力強いホラー小説の1つである。幽霊の物語かもしれないし、より悪いことに、そうではないかもしれない。」ホラー作家のパイオニアであるハワード・フィリップス・ラヴクラフトは、随筆「文学における超自然の恐怖（Supernatural Horror in Literature）」（1927年）において、「『黄色い壁紙』は、狂女がかつて閉じ込められていた、恐ろしい壁紙が貼られた部屋に暮らす女性の上を這いまわる狂気を巧みに描き出しており、古典の域に達している」と述べている。
ヘレン・レフコウィッツ・ホロヴィッツ（Helen Lefkowitz Horowitz）は著書「Wild Unrest: Charlotte Perkins Gilman and the Making of "The Yellow Wall-Paper"」において、「この物語は、[ギルマンの最初の夫であり芸術家のチャールズ・ウォルター・]ステットソンと、ステットソンが要求した伝統的な結婚に対する心からの叫びである」と結論付けた。ギルマンは、娘のキャサリンと友人であり義母にあたるグレース・チャニングを守るため、非難をかわそうとしていた。
聖公会のピーター・カーリー大司教は、パースの聖ジョージ大聖堂において、1992年3月7日にオーストラリア初の女性司祭らの聖職按手式を行うにあたり、教会における女性の状況についての参考およびメタファーとして、説教の中でこの物語を用いた。
サリー・エーデルスタインは、「黄色い壁紙」はイエロー・ジャーナリズムの隆盛に対するギルマンの憎悪の寓意だと主張している。1909年11月に月刊誌Forerunnerを創刊したギルマンは、報道が洞察をより深め、誇張された物語や派手な見出しに頼らないことを希望していると明確にした。ギルマンはしばしばスキャンダラスに報じられ、メディアのセンセーショナリズムに憤慨していた。物語における主人公と壁紙の関係は、ギルマンと報道の関係と同じであった。主人公は、壁紙が「あらゆる芸術的な罪を犯している、乱雑で派手な模様」をしていると描写する。エーデルスタインは、ギルマンのYellow Pressに対する嫌悪感を踏まえると、これは当時のタブロイド新聞のことを描いていると主張する。
ポーラ・A・トレイシュラーの論文「Escaping the Sentence: Diagnosis and Discourse in 'The Yellow Wallpaper'」において、トレイシュラーは、この短編において表現されている「女性と書くこと」の関係に着目した。トレイシュラーは、壁紙を「…性的不平等の根底にある『パターン』、神経衰弱の表れ、主人公の無意識、家父長制のもとにおける主人公の状況」に沿った何かであると見るフェミニスト的なテーマについて書くのではなく、壁紙は、主人公はかつては幾分か自分自身を表現することができていた世界から疎外されているという事実および言説を示す象徴であると説明している。トレイシュラーは、言語と書くことに関するこの議論を通じて、シャーロット・パーキンズ・ギルマンは「家父長制的な言語構造が押し付ける文章」を否定しているのだと説明する。トレイシュラーは、厳密にフェミニスト的な主張の正当性を認めているものの、テキストを詳しく見ると、壁紙は女性の言語と言説を指すものと解釈されえ、壁紙の中の女は「女性が発言の権利を得た後にのみ存在しうる女性の象徴」でありうると記載している。この主張をすることで、トレイシュラーの論文は、書くことの2つの形、すなわち比較的古く伝統的なもの、新しくエキサイティングなものの間に、新たな闘争があることがテキストから見出されるということを示唆する。これは、主人公の夫であるジョンが、妻が何かを書くことを好まず、そのためこの物語が記載されている日記が秘密にされ、主人公と読み手にのみ知られている、という事実により裏付けられている。テキストからは、主人公と壁紙の関係がより強くなるにつれて、主人公の日記にも主人公の欲求不満と絶望が記載されるようになり、日記の文中の言葉もより強くなっているということが読み取れる。

## 邦訳
- 横田和憲 訳「シャーロット・パーキンズ・ギルマン 黄色の壁紙」『金城学院大学論集. 英米文学編』第31巻、金城学院大学、1990年、209-237頁、NAID 110000044379。
  - 横田和憲 訳「黄色の壁紙」『The yellow wallpaper』横田和憲編注、松柏社、1999年。
- 富島美子 著、富島美子 訳「黄色い壁紙」『女がうつる―ヒステリー仕掛けの文学論』勁草書房、1993年。
- 岡島誠一郎 訳「黄色の壁紙」『安らかに眠りたまえ―英米文学短編集』清水武雄 監訳、海苑社、1998年。
- 西崎憲 訳「黄色い壁紙」『淑やかな悪夢―英米女流怪談集』倉阪鬼一郎、南條竹則、西崎憲 編訳、東京創元社、2000年。
  - 西崎憲 訳「黄色い壁紙」『淑やかな悪夢―英米女流怪談集』倉阪鬼一郎、南條竹則、西崎憲 編訳、東京創元社〈創元推理文庫〉、2006年。
- 石塚則子 訳「黄色い壁紙」『クリス・ボルディック選　ゴシック短編小説集』クリス・ボルディック 選、石塚則子、大沼由布、金谷益道、下楠昌哉、藤井光 編訳、春風社、2012年。
- 文芸春秋 編、小山太一 訳「黄色い壁紙」『もっと厭な物語』文藝春秋〈文春文庫〉、2014年。
- 石塚久郎 訳「黄色い壁紙」『病短編小説集』石塚久郎 監訳、平凡社〈平凡社ライブラリー〉、2016年。
- ジョン・ランディス 編、宮﨑真紀 訳「黄色い壁紙」『怖い家』エクスナレッジ、2021年。
- 石木利明 訳「翻訳　シャーロット・パーキンズ・ギルマン「黄色い壁紙」」『大妻女子大学紀要. 文系』第51巻、大妻女子大学、2022年、161-173頁。（PDFあり）

## ドラマ化

### ラジオ
- アグネス・ムーアヘッドは、ラジオ番組「Suspense (ラジオドラマシリーズ)」において、1948年と1957年の2回、朗読を行った。
- オーディオブック「黄色い壁紙」（1997年）がダーキン・ヘアーズにより製作され、ウィニフレッド・フィリップスにより朗読された。このRadio Talesのラジオドラマは、XM RadioのSonic Theaterでも聞くことが可能である[24]。
- BBC RadioはFear on Fourシリーズのために物語を脚色・ドラマ化し、アンナ・マッセイが主演を務めた[25]。

### 舞台
- ヘザー・ニューマンは、ワシントン州シアトルのTheater Schmeaterにおける2003年シーズンの一部として、オリジナルの短編小説を脚色したものを脚本化し、演出した[26]。 この脚色作品は2003年のシアトル・タイムズの「Best of the Fringe」賞を受賞し[26]、2005年にはタラント・カウンティ・カレッジにおいてもジュディス・ギャラガー博士によりプロデュースされ、メリンダ・ベントン＝ミュラーにより演出された。2010年5月、ギャラガー博士およびベントン＝ミュラーはAmerican Literature Associationのパネルにおいて、同団体およびシャーロット・パーキンズ・ギルマン・ソサエティのメンバーとともにこの脚色作品について発言した。[27]
- Rummage Theatreは、Behind the Wallpaper（2014年にThe Bay Theatreにおいて初演）という1時間の舞台作品の脚本を作成し、演出を行った。この作品は「黄色い壁紙」から着想を得ているものの、現代の産後鬱に焦点を当て、母親になったばかりのジュリーが精神病の一症状として見るようになる「影の女」を表現するために、壁紙の後ろ側で影絵を用いている。この作品は、2014年から2015年にかけて、ドーセットで上演されている[28]。
- A Company of Playersは、オンタリオ（カナダ）での2014 Hamilton Fringe Festivalにおいて、クリスティ・ボールトンの脚本・演出によりオリジナルの短編小説を舞台化したものを上演した。この作品は批評家に好評を博し、「Best of Fringe」賞を受賞した[29][30]。
- カリフォルニア州バークレーに拠点を置くCentral Worksは、エレナ・ライトにより上演された演劇のテキストと、2015年にヴァイオリニストのシベレ・ダンブロシオにより製作・演奏されTBAにノミネートされた楽譜から成る一人芝居を上演した[31][32][33]。
- オレゴン州ポートランドに拠点を置くCoho Productionsは、 スー・マッハーが2016年初めに製作した舞台作品を上演した。上記作品は、「表現主義的なオーディオ・ビジュアル・動きによる幕間劇を、忘れられない文学的テキストと統合した」ものであった。舞台作品は、主人公シャーロットを演じたグレース・カーターにより共同でプロデュースされ、着想された。 この作品はフィリップ・クオモによって演出された[34]。

### 映画
- 1977年、本作は「The Yellow Wallpaper」として、マリー・アシュトン監督、ジュリー・アシュトン脚本により短編映画化（14分）された。主演はシグリッド・ワーシュミットであった。
- 1989年、本作は「The Yellow Wallpaper」としてBBCにより映画化され、のちにアメリカでもMasterpiece Theatreにおいて上映された。脚本はマギー・ウェディ、監督はジョン・クライヴ、主演はジュリア・ワトソンおよびスティーブン・ディランであった[要出典]。
- 2009年、本作はジョン・マカーティ監督により「Confinement」という短編映画に翻案され、コリン・ロヴェットが主演した（マカーティは1960年代後半にテレビアンソロジーのために本作のためのトリートメント[35]を作成していた。アンソロジーは棚上げになったが、トリートメントは最終的には「Confinement」のためのものに改変された。）。
- 2012年、本作を下敷きにローガン・トーマスにより長編映画「The Yellow Wallpaper」が作成され、アリック・クッシングが主演した（2015年にDVDが発売された）[36]。
- 2014年、アマンドラ・ステンバーグが本作をもとに短編映画を作成した[37]。
- 2016年、コウロシュ・アハリが本作をもとにした映画を監督した。脚本はエミー・リズ・ロバーツにより製作された[38]。
- 英国のアーティストであるジュリア・ドグラ＝ブラゼルの短い実験映画「The Rules of the Game」（2015年）も本作より着想を得ている[39]。

### テレビ
- 「トワイライト・ゾーン」のエピソードの1つ、「Something in the Walls」（1989年）は本作のバリエーションの1つであり、寝室の黄色い壁紙の中に人の顔が見え、その顔から不吉な声が聞こえるようになったことで、精神病院に入院し、病室の壁を真っ白にして模様をつけないでほしいと言い張る女性が登場する。
- グレン・ホルステンおよびリン・トムリンソン監督の短編映像作品「Paper Walls」（1992年）は、俳優による演技とマルチメディア・アニメーションを融合した6分の作品であり、「黄色い壁紙」の1つのバージョンである。

## ポップ・カルチャーにおける言及
- テレビドラマシリーズ「プリティ・リトル・ライアーズ」 （2010年）は、登場人物アリア・モンゴメリの部屋の壁紙のデザインに、本作の表紙を用いている。
- テレビドラマシリーズ「アメリカン・ホラー・ストーリー: 呪いの館」（2011年）は、第8話で「黄色い壁紙」に言及している。

### 追加資料
- “Charlotte Perkins Gilman's "The Yellow Wall-paper"—Writing Women”. 2016年12月22日閲覧。
- “Project Gutenberg”. 2016年12月22日閲覧。
- “Full text of "Yellow Wallpaper"” (PDF).   ニューヨーク市立大学. 2016年12月22日閲覧。
- “Books That Grow leveled book”. 2016年12月22日閲覧。
- Gilman, Charlotte Perkins (October 1913). “"Why I wrote The Yellow Wallpaper”. The Forerunner 2016年12月21日閲覧。.
- The Yellow Wallpaper, audio, CBS radio, 1948.
- 黄色い壁紙 - IMDb（英語）
- The Yellow Wallpaper ゴシック・ホラー的な解釈に依拠し、本作より着想を得た2006年の映画。
- Bak, John S. (Winter 1994). “Escaping the Jaundiced Eye: Foucauldian Panopticism in Charlotte Perkins Gilman's 'The Yellow Wallpaper'”. Studies in Short Fiction 31 (1):  39-46.
- Crewe, Jonathan (Fall 1995). “Queering 'The Yellow Wallpaper'?  Charlotte Perkins Gilman and the Politics of Form”. Tulsa Studies in Women's Literature (University of Tulsa) 14:  273–293. doi:10.2307/463900.
- Cutter, Martha J. (Fall 2001). “The Writer as Doctor: New Models of Medical Discourse in Charlotte Perkins Gilman's Later Fictions”. Literature and Medicine 20 (2):  151–182.
- Gilbert, Sandra; Gubar, Susan (1980). The Madwoman in the Attic. Yale University Press. ISBN 0-300-02596-3
- Golden, Catherine (Autumn 1989). “The Writing of ‘The Yellow Wallpaper’ A Double Palimpsest”. Studies in American Fiction 17:  193–201.
- Haney-Peritz, Janice (1986). “Monumental Feminism and Literature’s Ancestral House: Another Look at ‘The Yellow Wallpaper”. Women’s Studies 12:  113–128.
- Hume, Beverly A. (Fall 1991). “Gilman’s ‘Interminable Grotesque’: The Narrator of ‘The Yellow Wallpaper”. Studies in Short Fiction 28:  477–484.
- Johnson, Greg (Fall 1989). “Gilman’s Gothic Allegory: Rage and Redemption in ‘The Yellow Wallpaper’”. Studies in Short Fiction 26:  521–530.
- King; Jeannette; Pam Morris (Winter 1989). “On Not Reading Between the Lines: Models of Reading in ‘The Yellow Wallpaper’”. Studies in Short Fiction 26 (1):  23–32.
- Klotz, Michael (December 2005). “Two Dickens Rooms in 'The Yellow Wall-Paper'”. Notes and Queries:  490–1.
- Knight, Denise D. (1992). “"The Reincarnation of Jane: ‘Through This’ – Gilman’s Companion to ‘The Yellow Wall-paper’"”. Women’s Studies 20:  287–302.
- Lanser, Susan S. (1989). “"Feminist Criticism, ‘The Yellow Wallpaper,’ and the Politics of Color in America"”. Feminist Studies (Feminist Studies, Inc.) 15 (3 Feminist Reinterpretations/Reinterpretations of Feminism (Autumn, 1989)):  415–437. doi:10.2307/3177938.